# Luitpoldpark
Le Luitpoldpark est un parc d’une superficie de 33 hectares situé au nord-ouest de Munich, à Schwabing-West. Il a été inauguré en 1911. Il doit son nom en hommage au prince-régent Luitpold de Bavière.

## Description
Dans la partie nord du parc, juste à l'ouest de la Scheidplatz, se trouve le Luitpoldhügel, colline d'une hauteur de 37 m, offrant un point de vue verdoyant sur le nord de Munich. La piscine extérieure Georgenschwaige, qui borde le domaine, mais aussi la tour olympique et le stade Allianz Arena sont visibles.  La colline a été formée à partir des décombres de Munich, gravement endommagée pendant la Seconde Guerre mondiale. 
Au nord, la zone est adjacente à un jardin familial et à la piscine extérieure Georgenschwaige, au canal Nymphenburg-Biedersteiner et au Petuelring. La maison néo-baroque Bamberger Haus se trouve à l'extrémité ouest du parc.
Au sud, le Bayernpark, qui s'étend sur trois hectares, complète l'ensemble. 

## Histoire
En 1909, le maire de Munich décida d'aménager un parc, initialement dessiné sous le nom de Nordpark, sur un terrain en friche à la périphérie de la ville, comme espace vert pour le quartier de Maxvorstadt alors en pleine croissance.  Le noyau du parc devait être un obélisque entouré de quatre-vingt-dix tilleuls et de vingt-cinq chênes commémorant le prince-régent de Bavière, Luitpold. En 1911, le parc a été ouvert à l’occasion du 90e Anniversaire du prince régent. L'obélisque a été conçu par Heinrich Düll et Georg Pezold à partir de calcaire et de bronze de Basse-Franconie. Près de la Borschtallee se trouve le monument Wilhelm Götz, un pilier avec un portrait en relief du géographe Wilhelm Götz flanqué d'un banc, conçu en 1913 par le sculpteur munichois Hans Hemmesdorfer,.

## Galerie

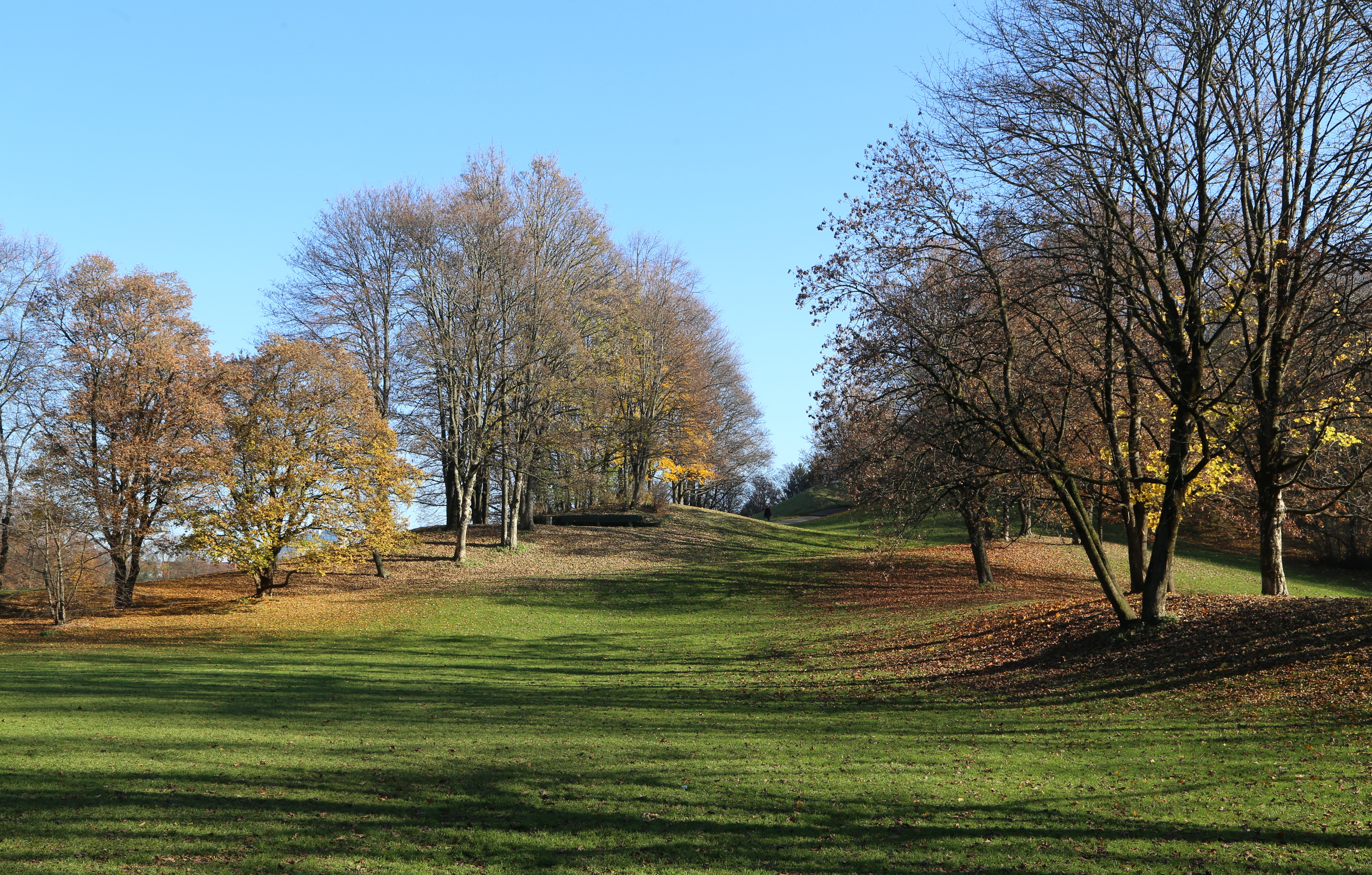
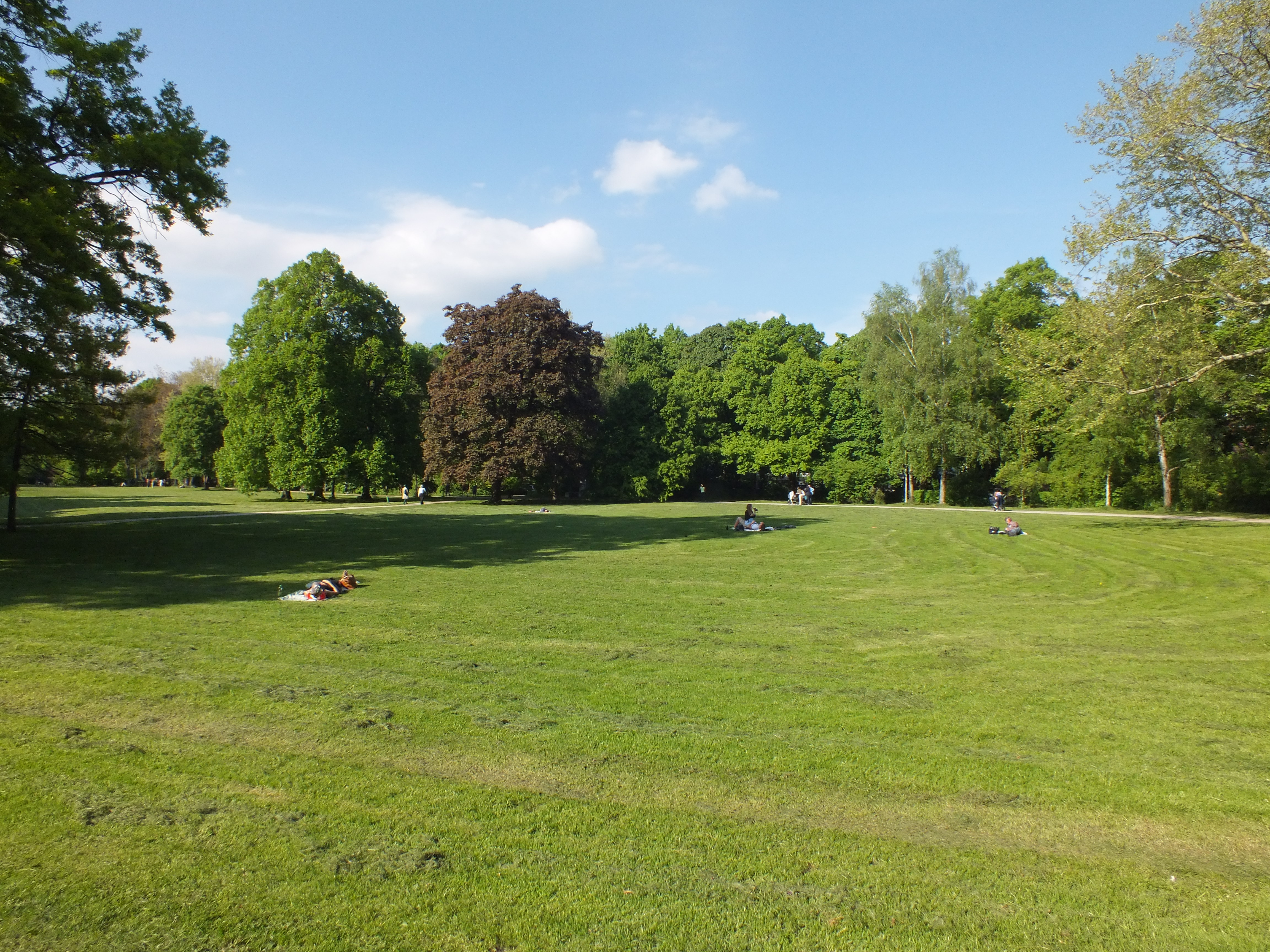
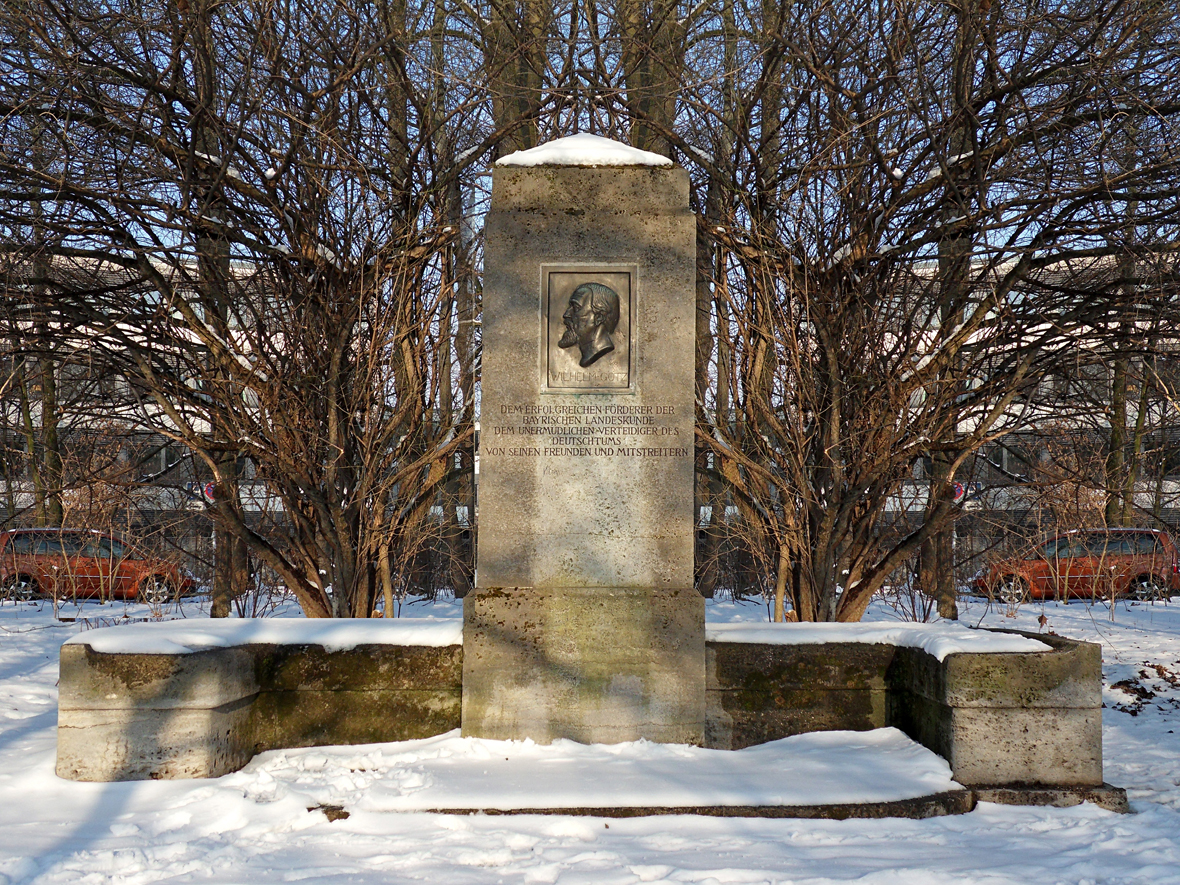
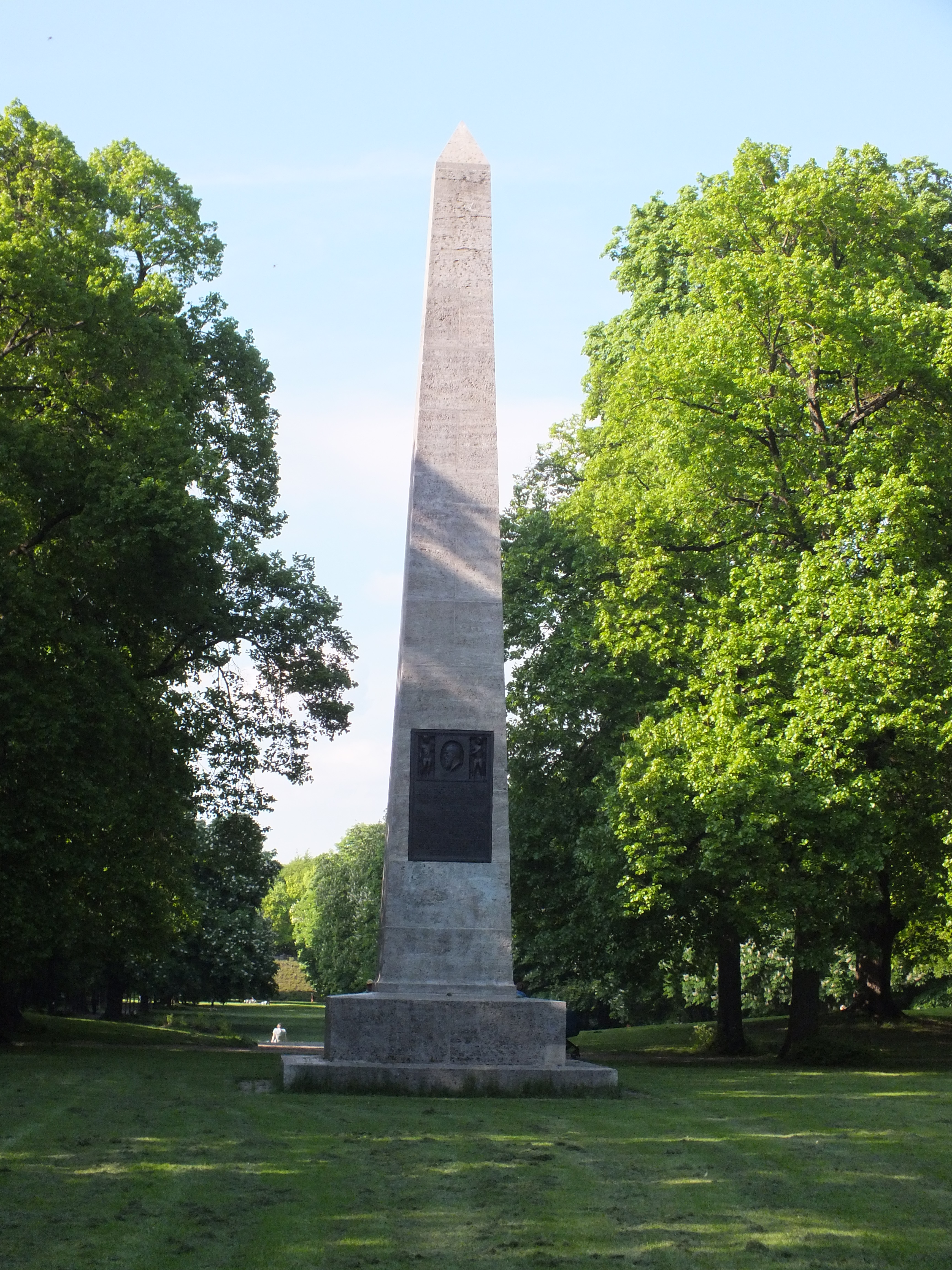
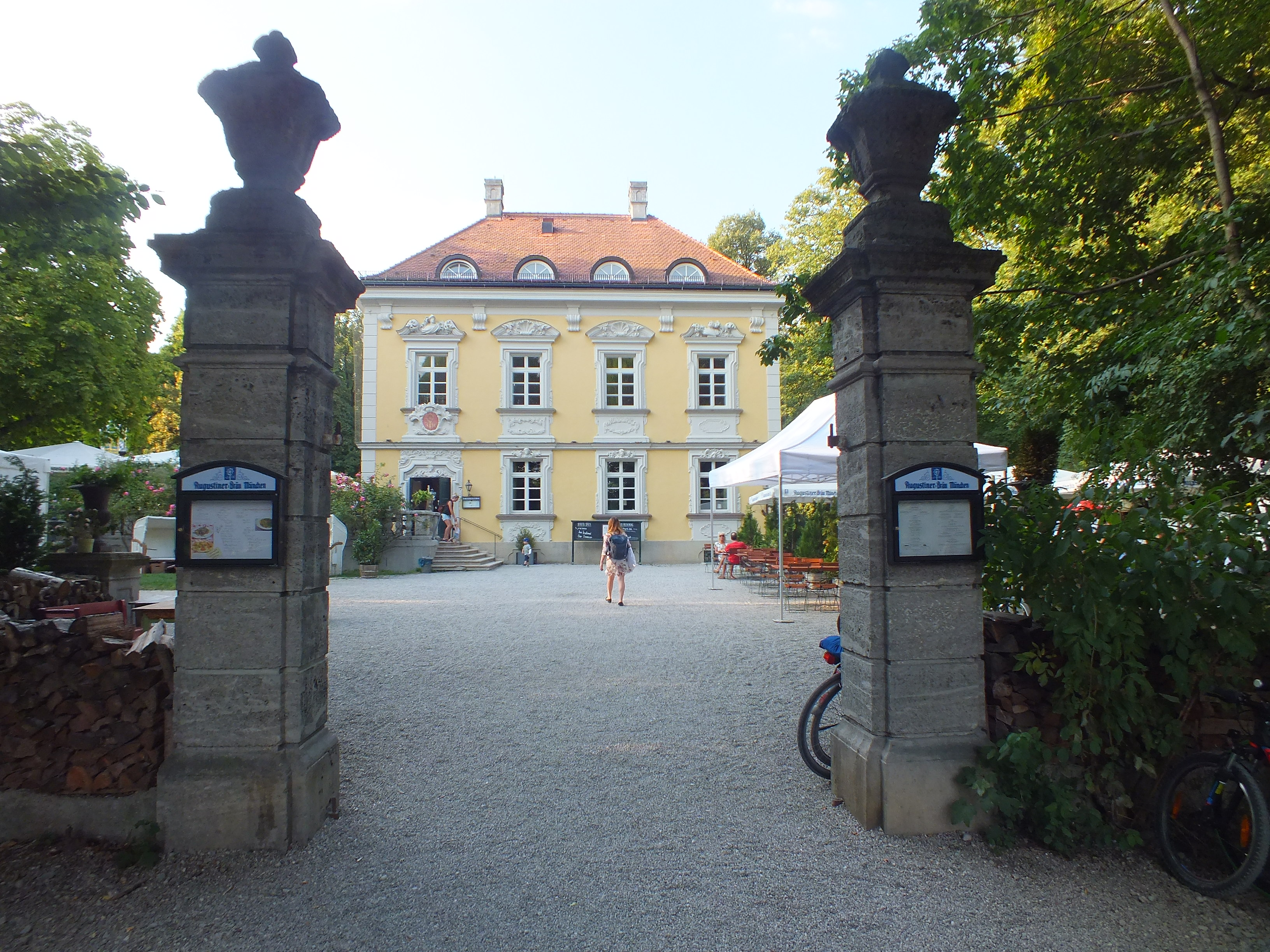
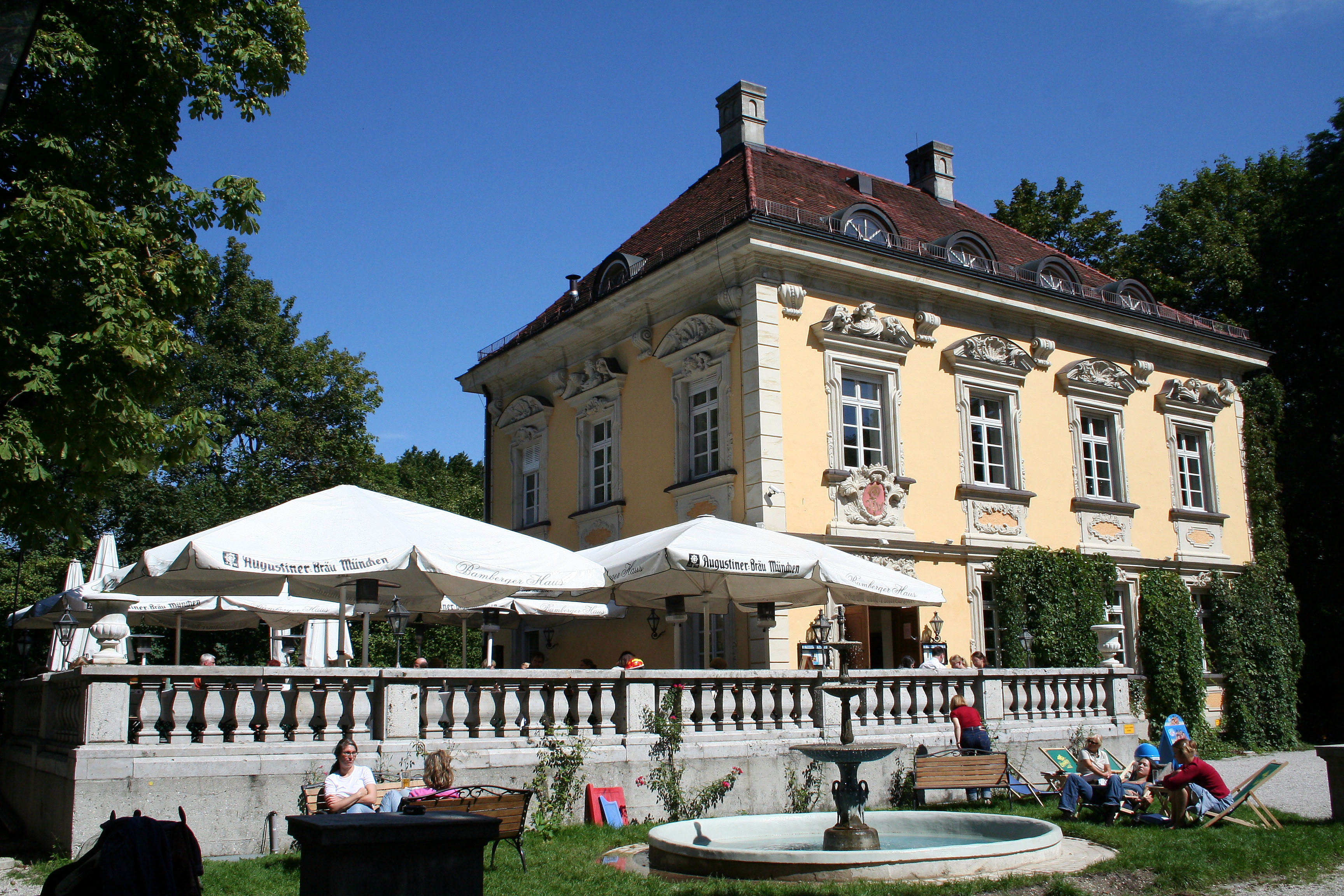